# Лонкі-Великі
Лонкі-Великі (пол. Łąki Wielkie, нім. Wiesenhof) — село в Польщі, у гміні Бонево Влоцлавського повіту Куявсько-Поморського воєводства.
Населення — 143 особи (2011).
У 1975-1998 роках село належало до Влоцлавського воєводства.

## Демографія
Демографічна структура станом на 31 березня 2011 року:
|          | Загалом | Допрацездатний вік | Працездатний вік | Постпрацездатний вік |
| -------- | ------- | ------------------ | ---------------- | -------------------- |
| Чоловіки | 65      | 13                 | 41               | 11                   |
| Жінки    | 78      | 21                 | 40               | 17                   |
| Разом    | 143     | 34                 | 81               | 28                   |